# Chyna Is Queen Of The Ring
Chyna Is Queen Of The Ring è un film pornografico statunitense del 2012 diretto da B. Skow.

## Riconoscimenti
- AVN Awards
  - 2013 - Candidatura a Most Outrageous Sex Scene con Anthony Hardwood, Chyna, Cyrus King, Justin Magnum, Marco Banderas, Ralph Long, Sledge Hammer, T.J. Cummings, Tommy Pistol